# 五島清太郎

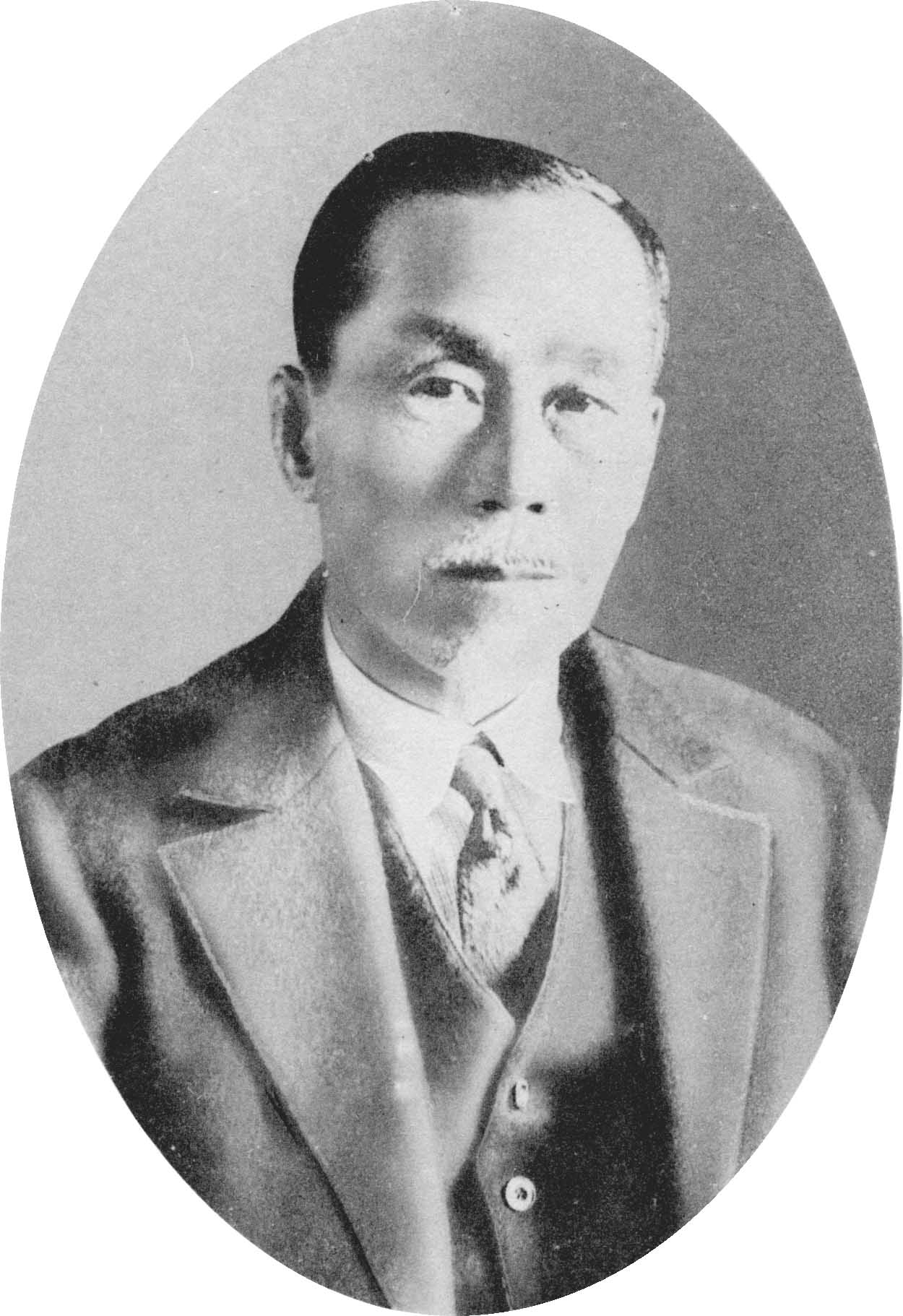
五島清太郎

五島 淸太郎（ごとう せいたろう、1867年9月15日（慶応3年8月18日） - 1935年（昭和10年）7月20日）は、日本の動物学者。東京帝国大学教授。寄生虫関連の研究で知られる。歌人五島美代子の父。

## 経歴
- 1867年 長門国阿武郡川島村（現・山口県萩市）に長州藩士五島守篤の次男として出生[1]。
- 1882年 16歳で京都同志社英学校に入り新島襄の薫陶を受けた[1]。
- 1884年 9月東京大学予備門（第一高等中学校の前進）に入り、生物学専攻を志す[1]。
- 1887年 帝国大学理科大学動物学科に入学。箕作佳吉、飯島魁の教えを受ける。
- 1890年 フタゴムシに関す卒業論文により帝国大学を卒業する。
- 1893年 千住千代槌（のちに私立晩香女学校創設）と結婚
- 1894年 アメリカ留学、ジョンズ・ホプキンズ大学でブルックス教授に師事、ついでハーバード大学に学ぶ[1]。
- 1895年 理学博士取得
- 1896年 帰国、第一高等学校教授就任[1]。（動物学を講じた。主に腔腸動物、寄生虫の研究にあたる。）
- 1897年 『新編動物初歩』出版
- 1900年 『実験動物学』出版
- 1906年 斎藤茂吉が一高時代の父から薫陶を受け感謝している旨、後年ハガキで受ける。
- 1909年 東京帝国大学教授就任[1]
- 1913年 寄生虫に関する研究業績により帝国学士院賞授与
- 1915年 第一次世界大戦後の委任統治領南洋パラオ群島へ出張。主にタイマイ、コウモリ、二枚貝の研究を行う。
- 1920年 東大理学部長に任ぜられ、大震災復興に尽力
- 1921年 学術研究会会議員、太平洋学術調査委員会委員として尽力
- 1925年 勲二等瑞宝章、従三位に叙せられた。
- 1929年 日本寄生虫学会創立、初代会頭就任。
- 墓所は染井霊園と大阪市北区長柄墓地。

## 家族
- 父・五島守篤 - 元萩藩士。維新後、造幣寮出仕。[2]
- 妻・五島千代槌（チヨツチ） - 海軍大佐・千住成貞（1848年生）の長女。明治女学校の第二回の卒業生で、母校で数学を教えたのち、私立晩香女学校を創設し校長を務めた[3]。妹正子の夫に中山岩太。[4][5][6]
- 長女・五島美代子 - 入婿に五島茂。長女ひとみは戦後最初の東大生となったが二年在学中に自死、二女いずみは佐賀出身の大蔵官僚・加茂文治の妻となった。[7][8][9]
- 二女・真

## 栄典
位階
- 1926年（大正15年）4月2日 - 従三位[10]

勲章
- 1918年（大正7年）6月29日 - 勲三等瑞宝章[11]

## 著書
- 『ダーウィン氏自伝』（訳）敬業社 1891
- 『中等動物学教科書』金港堂 1893
- 『新編動物初歩』金港堂 1897
- 『新編普通動物学』金港堂 1898
- 『中学動物教科書』金港堂 博物教科統合叢書 1901
- 『実験動物学』金港堂 1900-1903
- 『動物学講義』修学堂・新撰百科全書 1915
- 『実験動物学』合田得輔校訂 中山書店 1949